# Château de Tornac
Le Château de Tornac est un château situé à Tornac, dans le département du Gard et la région Occitanie.

## Histoire
Ce château fait l’objet d’une inscription au titre des monuments historiques depuis le 5 décembre 1984.
Le donjon carré s'apparente aux tours élevées en bas Languedoc aux XIe et XIIe siècles, présentant un plan en forme de parallélogramme et percées de rares ouvertures. Probablement édifiée sur un emplacement déjà reconnu du temps de l'occupation romaine, elle était destinée au guet et à la transmission de signaux. Le nom primitif est Sandeiren ou Sandeyren et, par altération aux XVe et XVIe siècles, Saint-Deyran. Le château portera le nom du village de Tornac vers la fin du XVIIe siècle. La terre de Tornac était en paréage entre le roi et le prieur du Monastier, depuis l'époque des guerres albigeoises. En 1540, les droits du premier furent cédés à Bermond de la Jonquière, bourgeois d'Anduze. Voulant construire un château, il acquiert la tour de Sandeiran et entame la construction entre 1549 et 1566. En 1792, le château est incendié et abandonné par les propriétaires. Sequestré comme bien national, il est vendu par morceaux. De plan carré, la tour est érigée sur un roc taillé. La base de la porte voûtée en berceau est à un mètre au-dessus du roc. Les constructions du XVIe siècle s'organisent autour. 
Il est aujourd'hui la propriété privée d'une personne.